# Akt erekcyjny

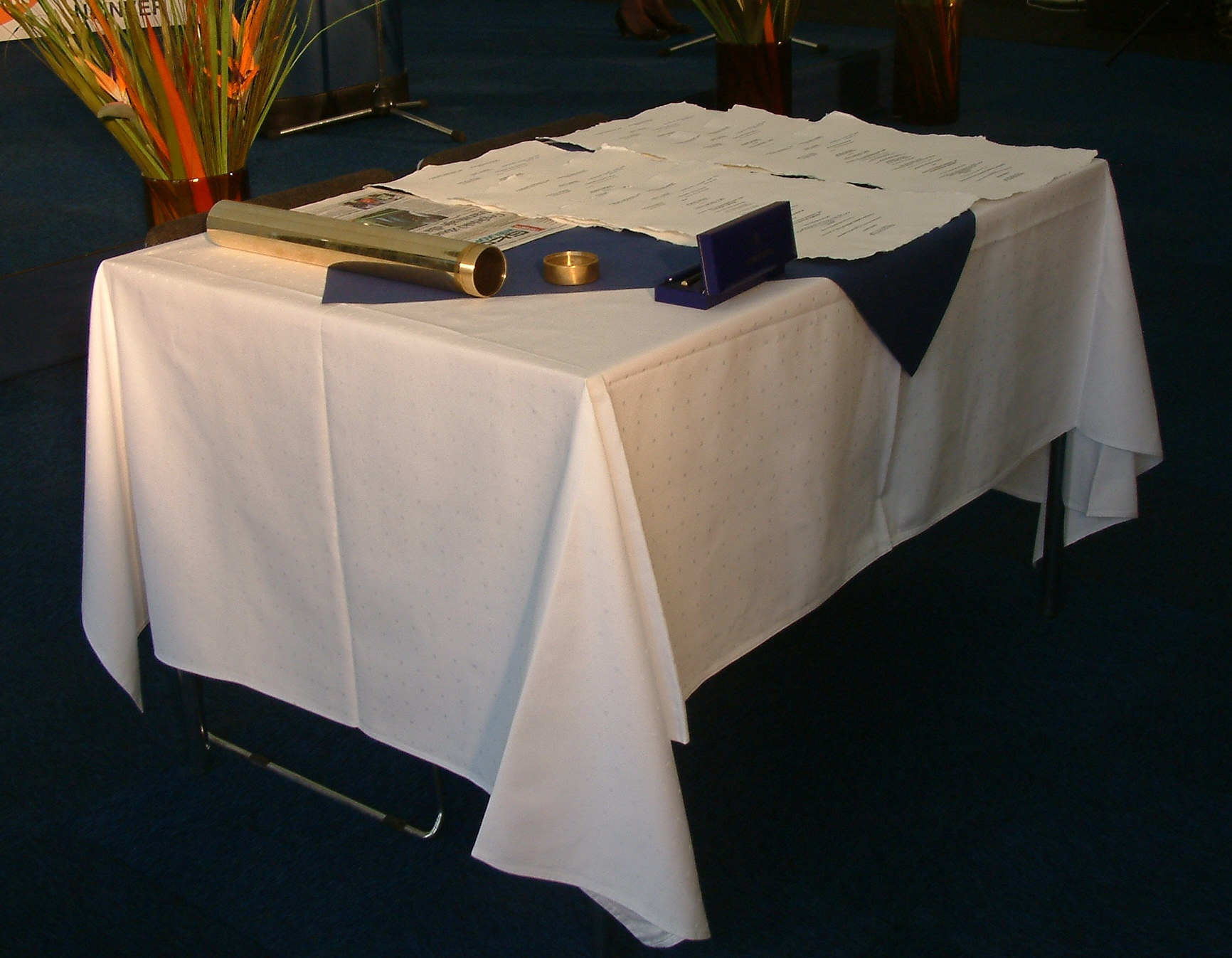
Stół z przygotowywanymi do podpisania arkuszami aktu erekcyjnego (jeden z nich zostanie umieszczony w tubie a pozostałe są pamiątką dla m.in. inwestora, projektanta), pierwsza strona miejscowego dziennika, monety i tuba

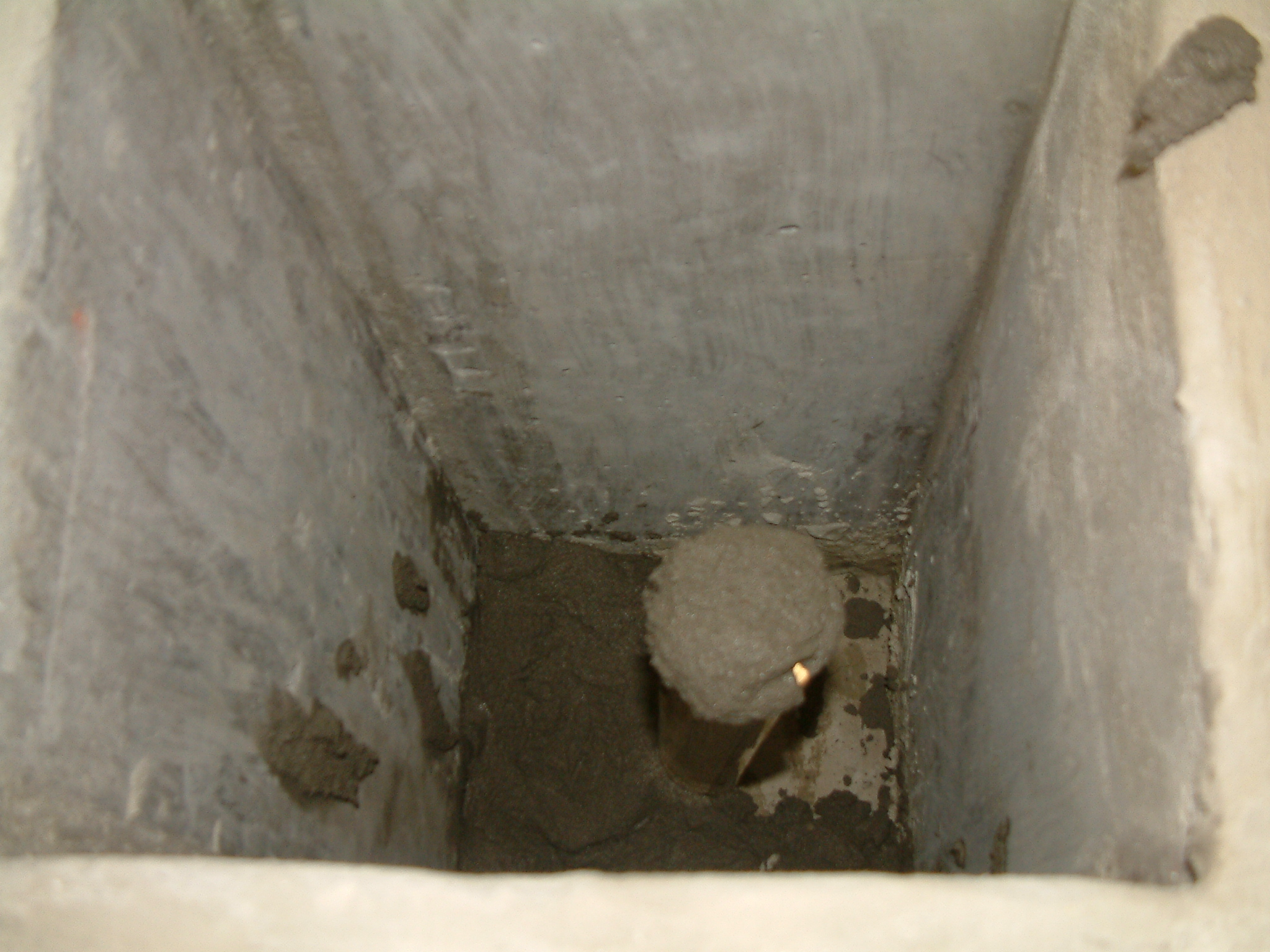
Tuba z aktem erekcyjnym umieszczona w fundamencie budowli

Akt erekcyjny – dokument rozpoczynający w uroczysty sposób budowę, inicjatywę przedsięwzięcia, założenia np. fundacji. Wymienia się w nim inicjatorów, fundatorów, budowniczych danego przedsięwzięcia. Często uroczyście podpisywany i wmurowywany w fundament rozpoczętej budowy. Uroczystość bywa łączona (czasem utożsamiana) z wmurowaniem kamienia węgielnego.
Akt erekcyjny po podpisaniu jest umieszczany w metalowej tubie (dawniej najczęściej w metalowej skrzynce). Wraz z nim tradycja nakazuje umieścić w schowku kilka innych przedmiotów. Są to najczęściej: wydanie miejscowej gazety z dnia uroczystości, kilka obiegowych monet lub banknotów (w okresach o niskiej wartości waluty), zdjęcia uczestników przedsięwzięcia, zdjęcie terenu z okresu poprzedzającego rozpoczęcie inwestycji. Dobór przedmiotów zależy od inwencji osób przygotowujących uroczystość. Jest to pamiątka dla potomności. W przyszłości, po odnalezieniu skrytki podczas modernizacji, generalnej przebudowy obiektu czy jego rozbiórki, znalazcy mogą zapoznać się z historycznymi informacjami z okresu rozpoczęcia budowy, poznać datę jej rozpoczęcia itp.      